# Mount Jukes (berg i Australien, Tasmanien)
Mount Jukes är ett berg i Australien. Det ligger i kommunen West Coast och delstaten Tasmanien, i den sydöstra delen av landet, omkring 160 kilometer nordväst om delstatshuvudstaden Hobart. Toppen på Mount Jukes är 1 152 meter över havet.
Mount Jukes är den högsta punkten i trakten. Trakten runt Mount Jukes är nära nog obefolkad, med mindre än två invånare per kvadratkilometer.. Närmaste större samhälle är Queenstown, omkring 11 kilometer norr om Mount Jukes.
I omgivningarna runt Mount Jukes växer i huvudsak städsegrön lövskog. Genomsnittlig årsnederbörd är 2 407 millimeter. Den regnigaste månaden är september, med i genomsnitt 283 mm nederbörd, och den torraste är februari, med 92 mm nederbörd.